# شهرستان دینگبیان
شهرستان دینگبیان (به لاتین: Dingbian County) یک منطقهٔ مسکونی در چین است که در یولین واقع شده‌است. شهرستان دینگبیان ۶٬۹۲۰ کیلومتر مربع مساحت و ۳۴۴٬۹۰۰ نفر جمعیت دارد.